# غابرييلا سيرا
غابرييلا سيرا (من مواليد 18 ديسمبر 1951) مدرسة وسياسية إسبانية. مدافعة عن استقلال كتالونيا، كانت نائبة في برلمان كاتالونيا عن ترشيح الوحدة الشعبية من أكتوبر 2015 إلى أكتوبر 2017.